# Dolar Průlivových osad
Dolar Průlivových osad (anglicky Straits dollar) byl měnou Průlivových osad v letech 1845 až 1939. Kromě Průlivových osad se dolar používal také ve Federovaných malajských státech, v Nefederovaných malajských státech, v Království Sarawak, v Bruneji a na Severním Borneu. Dolar Průlivových osad byl v roce 1939 nahrazen malajským dolarem v poměru 1:1.

## Mince
První mince pro oběh v Průlivových osadách byly vyraženy v roce 1845 v hodnotách ¼, ½ a 1 cent, přičemž byly vyrobeny z bronzu. Byly vydány Britskou Východoindickou společností a nenesly název území, na kterém se používaly. Mince z roku 1845 navrhl William Wyon, hlavní návrhář královské mincovny. Mince byly raženy v mincovně v Kalkatě.
V roce 1858 byla správa Průlivových osad předána z rukou Východoindické společnosti do majetku britské koruny jako tzv. korunní kolonie. Druhá emise měla stejné nominály a byla vyražena v roce 1862 v indické státní mincovně v Kalkatě. Mince nesly nápis „India – Straits“.
V roce 1871 byly vydány stříbrné mince s nápisem „Straits Settlements“ v nominálech 5, 10 a 20 centů a v roce 1872 bronzové mince s hodnotou ¼, ½ a 1 cent.
V souvislosti s nástupem na trůn Edwarda VII. byly v roce 1902 vyraženy mince 5, 10, 20, 50, a v roce 1903 také první dolarová mince. Posledním britským panovníkem, který se na mincích dolaru Průlivových osad objevil, byl Jiří V.

## Galerie

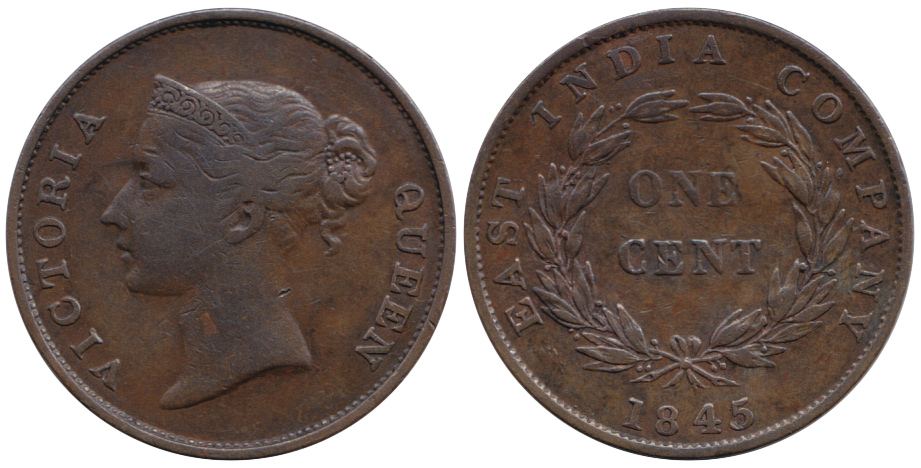
Jednocentová mince z roku 1845 (královna Viktorie)
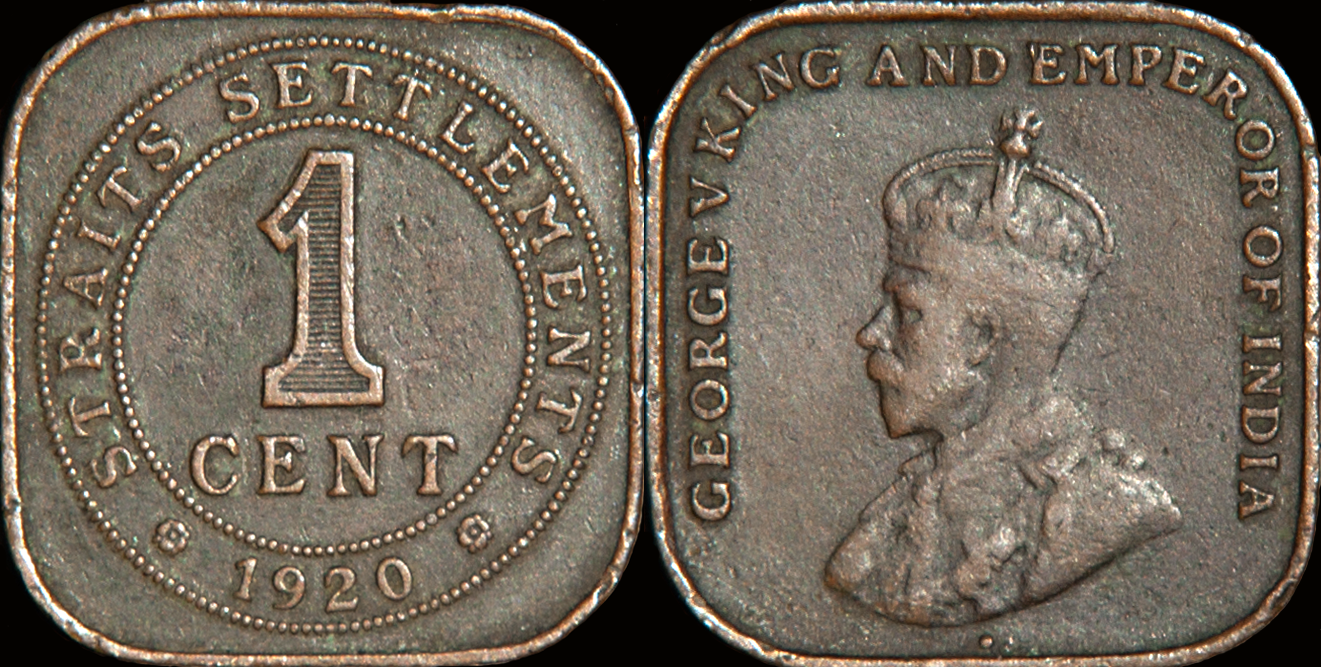
Jednocentová mince z roku 1920 (Jiří V.)
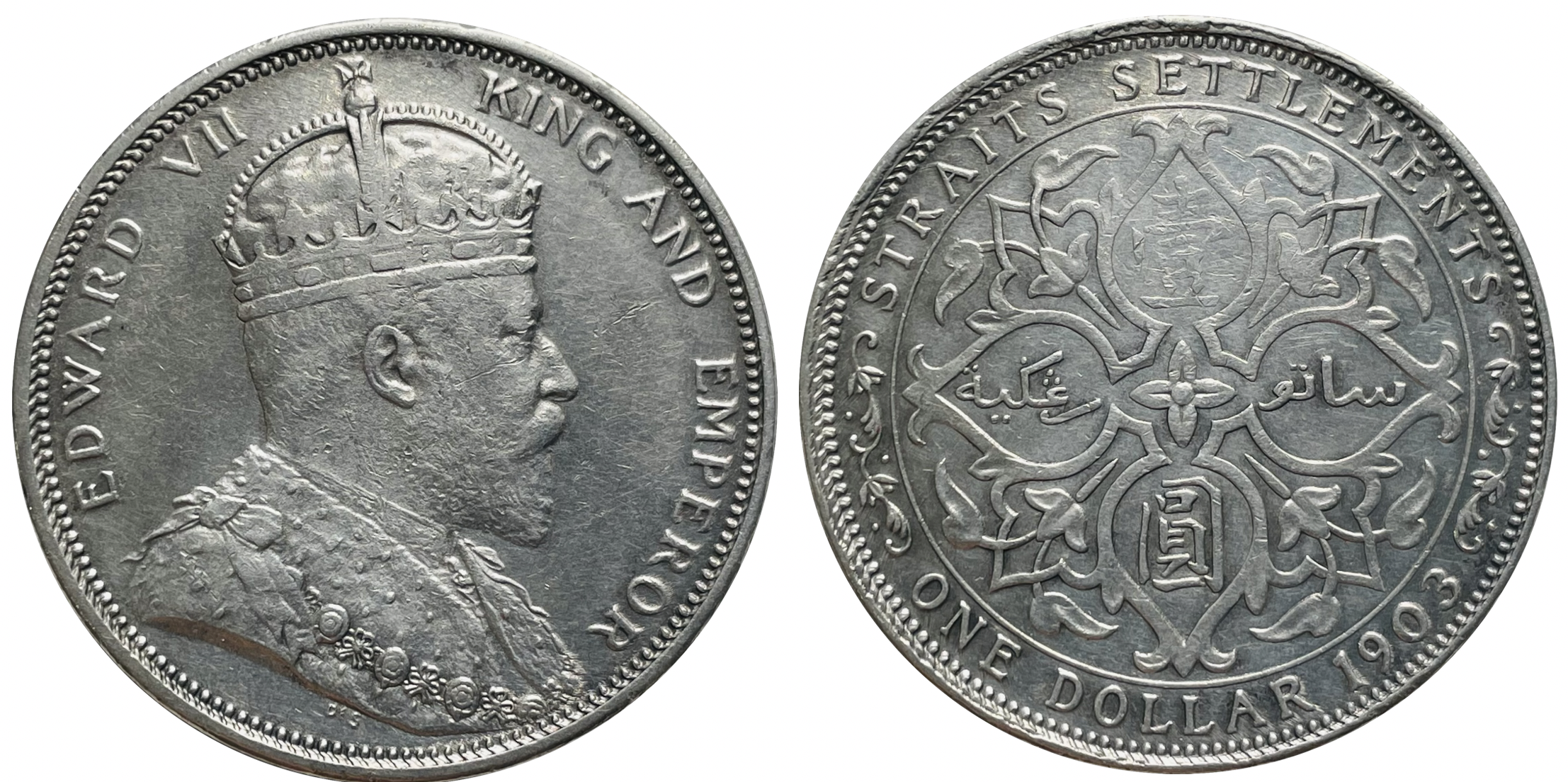
Jednodolarová mince z roku 1903 (Edward VII.)
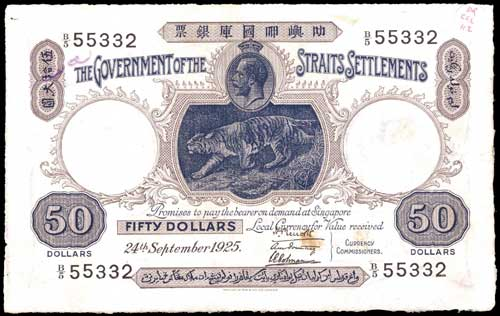
50dolarová bankovka z roku 1911
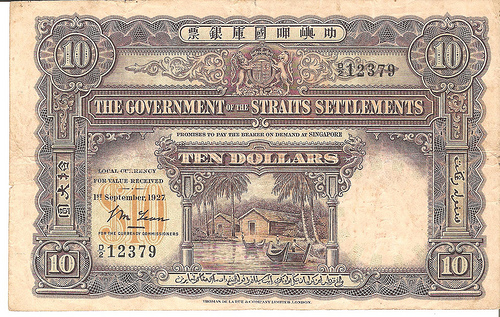
10dolarová bankovka z roku 1927